# Stillwater, Minnesota
Stillwater  är en ort i Washington County i delstaten Minnesota, USA. Stillwater är administrativ huvudort (county seat) i Washington County. Staden ligger längs floden St. Croix och har broförbindelse till Wisconsin.
I Vilhelm Mobergs Invandrarna anländer sällskapet i Stillwater via ångfartyg, och även i Nybyggarna utspelar sig flera händelser i Stillwater. 

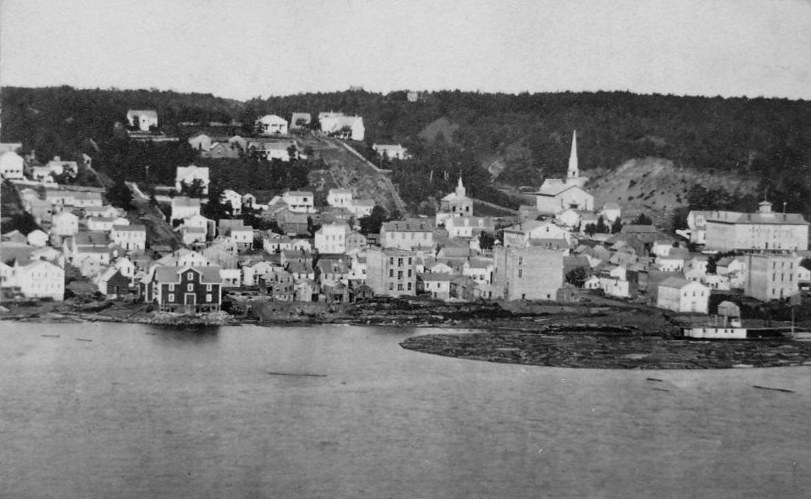
Bild från floden, cirka 1860.

### Fotnoter
1. ↑  ”2010 Census Redistricting Data (Public Law 94-171) Summary File”. American FactFinder. U.S. Census Bureau, 2010 Census. Arkiverad från originalet den 21 juli 2011. https://web.archive.org/web/20110721034521/http://factfinder2.census.gov/faces/tableservices/jsf/pages/productview.xhtml?pid=DEC_10_PL_GCTPL2.ST13&prodType=table. Läst 23 april 2011.